# Grijó (Vila Nova de Gaia)
Grijó ist ein Ort und eine ehemalige Gemeinde (Freguesia) im Nordwesten Portugals.

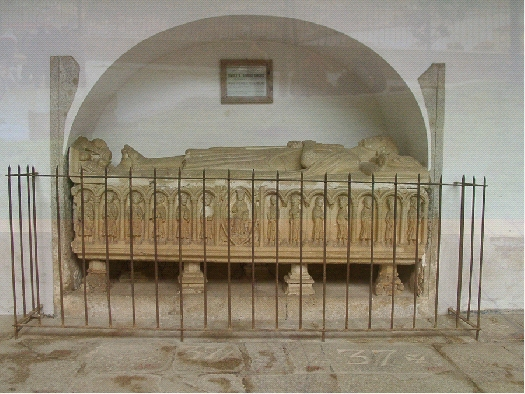
Grabmal des Rodrigo Sanches (illegitimer Sohn von Sancho I.) im Mosteiro de Grijó

Grijó gehört zum Kreis Vila Nova de Gaia im Distrikt Porto. Die Gemeinde hatte eine Fläche von 11,3 km² und 10.504 Einwohner (Stand 30. Juni 2011).
Am 29. September 2013 wurden die Gemeinden Grijó und Sermonde zur neuen Gemeinde União das Freguesias de Grijó e Sermonde zusammengeschlossen.

## Bauwerke
- Mosteiro de Grijó